# San Carlos, Tenosique
San Carlos är en ort i Mexiko.   Den ligger i kommunen Tenosique och delstaten Tabasco, i den sydöstra delen av landet, 800 km öster om huvudstaden Mexico City. San Carlos ligger 21 meter över havet och antalet invånare är 308.
Terrängen runt San Carlos är kuperad åt sydväst, men åt nordost är den platt. Runt San Carlos är det ganska glesbefolkat, med 34 invånare per kvadratkilometer. Närmaste större samhälle är Tenosique de Pino Suárez, 8,6 km nordost om San Carlos. I omgivningarna runt San Carlos växer i huvudsak städsegrön lövskog.